# Annulation de la dette
L’annulation de la dette est la suppression unilatérale ou concertée d'une partie ou de la totalité d'une dette publique ou d'une dette privée. Les pays qui se sont trouvés dans l'impossibilité de rembourser leur dette publique au cours de l'Histoire ont parfois eu recours à l'annulation de leur dette. La prégnance des enjeux liés à la tenue des finances publiques aux XXe et XXIe siècles a conduit à la mise en place de mécanismes de négociation et de rééchelonnement de la dette publique.

## Concept
Une dette est contractée par un individu, une institution ou un État en vue d'effectuer des paiements (de consommation, d'investissement) que l'entité n'aurait pas pu réaliser sans l'apport supplémentaire de monnaie. Des pays dont les finances publiques ne sont pas à l'équilibre budgétaire doivent ainsi lever des fonds, auprès de sa population ou auprès d'institutions financières, afin de financer son déficit public.
Toutefois, un emprunteur peut se trouver dans l'impossibilité matérielle de rembourser sa dette. Ce phénomène s'est notamment produit, au XXe siècle, dans le cas de la dette du tiers-monde, c'est-à-dire de l'ensemble des engagements financiers des pays (surtout d'Amérique latine) qui ne disposaient pas des fonds nécessaires pour rembourser leurs prêts. Des clubs de coordination de créanciers, comme le Club de Paris, ont ainsi été créés pour aider à la restructuration des dettes, à leur rééchelonnement, etc.
Toutefois, un État qui ne peut ou ne veut bénéficier de tels dispositifs peut décide une annulation de dette, c'est-à-dire de ne pas rembourser la dette qu'il doit aux créditeurs. La puissance publique étant souveraine, nul ne peut le contraindre légalement à rembourser des emprunts qui ont été contractés.
Le statut des particuliers vis-à-vis de leur endettement diffère selon les pays. Les États-Unis disposent d'un régime particulièrement favorable aux débiteurs. Cela est moins souvent le cas en Europe.

## Historique
Les annulations de dettes semblent être aussi vieilles que la dette elle-même. Ainsi, des textes antiques comme la Torah ou la Bible, en plus de condamner les prêts à intérêt, relatent certains récits d'annulations de dettes,. L'Évangile selon Matthieu contient un épisode où un maître remet sa dette à son serviteur, ancrant la compassion chrétienne dans le champ économique.
Le phénomène est également connu durant le Moyen Âge. Les rois chrétiens prennent régulièrement des édits visant à annuler les dettes des chrétiens envers les juifs sous la pression de l'Église. En France, une ordonnance de 1234 remet aux débiteurs chrétiens le tiers de leur dette auprès des juifs qui ne pourront les faire saisir en cas de non-paiement. Plus tard, en avril 1240, le duc de Bretagne Jean Ier décide d’annuler toutes les dettes contractées par les chrétiens envers les juifs. Ces épisodes marquent le début des défauts souverains de la France. Des épisodes similaires ont lieu en Angleterre. En 1290, par exemple, Édouard Ier publie l'édit « d'expulsion des juifs », et de ce fait efface une partie des créances de la couronne envers ses créanciers juifs.
Dans l'Espagne des XVIe et XVIIe siècles, face à la situation économique critique, la question de remise de dette est longuement discutée par les juristes et théologiens de l'École de Salamanque, tels qu'Alvarez de Velasco. S'ils considèrent qu'en raison de la force obligatoire du contrat, la remise de dette (remissio debiti) ne peut qu'être rarement obtenue, un diffèrement du payement (dilatio debiti) est par contre tout à fait possible en cas d'extrême nécessité ou de risque de dommages importants.
Ces diverses décisions d'abandon de dettes vis-à-vis des juifs perdureront jusqu'au XIXe siècle et toucheront tous les pays d'Europe. Ainsi, sous Napoléon, en 1802, le Conseil d’État proclame l’abandon des dettes aux juifs pendant un an, et plus tard, le « décret infâme » de 1808 suspend pour 10 ans les dettes envers les juifs en Alsace. Dans le courant du XIXe siècle, en Russie, en Pologne et en Ukraine, les pogroms permettront d'effacer une partie des dettes de la population par le massacre de leurs créanciers juifs.
Le XXe siècle voit l'émergence de mouvements de protestations populaires vis-à-vis de l'endettement des pays, en faveur de leur annulation. L'annulation de la dette pour des pays du tiers-monde endettés et sous développés a été un sujet majeur dans les années 1999 et fut l'objet d'une large campagne soutenue par des organisations non-gouvernementales, des associations comme le CADTM (Comité pour l'abolition des dettes illégitimes), et des organisations chrétiennes lors du jubilé en 2000. Les programmes de l'initiative pays pauvres très endettés sont semblables aux prêts accordés par le FMI et la Banque mondiale, et imposent des programmes d'ajustement structurel, qui incluent parfois la privatisation de secteurs publics. Pour qu'un pays bénéficie de l'annulation définitive de sa dette, il doit aussi mettre en place une stabilité macroéconomique ainsi qu'un Plan de Réduction de la Pauvreté pendant au moins un an.

## Effets économiques

### Avantages des annulations de dettes
- Dégagement de nouveaux moyens financiers
- Capacité d'investissement retrouvé
- Éloignement du spectre de la faillite (qui permet aux créanciers de se faire rembourser une partie de leur dette)
- Aide au développement des pays pauvres

### Inconvénients des annulations de dettes
L'annulation de la dette signifie, pour le créancier, la perte pure et simple de l'argent prêté, et donc une baisse de la confiance de la banque ou de l'institution prêteuse vis-à-vis de celui qui a failli au remboursement.
L'annulation de la dette trahit la confiance des prêteurs vis-à-vis de l’État qui annule ses créances. La monétisation de la dette, elle, est par nature inflationniste.
L'annulation de la dette peut pousser les États semblables à celui ayant reçu l'exonération à augmenter leurs créances, se sachant possiblement couverts à l'avenir.

## Cas d'annulation de dette publique
Les cas d'annulation de dettes publiques jalonnent l'histoire.
En 1868, aux États-Unis, Abraham Lincoln déclare la dette États confédérés d'Amérique nulle. En 1883, c'est au tour du Mexique. Par une loi sur le règlement de la dette nationale, le gouvernement répudie les dettes contractées de 1857 à 1860 et de 1863 à 1867.
De 1902 à 1903, le Venezuela procède à l'annulation de sa dette. À la suite du refus de Caracas de rembourser sa dette, les flottes britannique, allemande et italienne imposent un blocus naval au pays. En 1907, la convention Drago-Porter interdit le recours à la force pour le recouvrement de créances.
En 1917, Vladimir Lénine et son gouvernement bolchévik, issu du coup d'État d'octobre, annule les dettes de la Russie garanties par le régime tsariste.
En 1919, la Pologne bénéficie d'une annulation de dette publique grâce au  traité de Versailles, qui annule la dette qui lui était réclamée par l’Allemagne et la Prusse.
En 1922, le Costa Rica procède à une annulation de dette. San José dénonce les contrats passés de 1917 à 1919 par le général putschiste Federico Tinoco. La Cour suprême américaine, qui arbitre l’affaire opposant le Costa Rica à la Grande-Bretagne, juge les contrats invalides puisque réalisés au détriment de la population.
En 1926, le gouvernement de Benito Mussolini annule les dettes de l'État italien, qu'il met en scène par un autodafé sur le forum.
En 1953, l'Allemagne obtient un accord sur ses dettes, dit accord de Londres. Il efface les deux tiers de la dette allemande liée aux réparations de guerre entre autres.
En 1991, la Pologne bénéficie à nouveau d'une annulation de dette dès l’arrivée au pouvoir de Lech Walesa, en 1990. Les créanciers du pays lui accordent une réduction de 50 % de sa dette.
L'Égypte bénéficie du souci de ses créanciers d’obtenir le soutien du Caire lors de la première guerre du Golfe pour obtenir une réduction de moitié sa dette.
En 2023, les créanciers privés de l'Équateur consentent à annuler 3% de la dette extérieure totale du pays en échange d'un investissement de 450 millions de dollars dans la préservation de la zone naturelle des Îles Galápagos.